# Stanisław Murzyniak
Stanisław Murzyniak (ur. 1941 w Kościelisku, zm. 11 grudnia 2021 tamże) – polski skoczek narciarski oraz trener narciarski.

## Życiorys
Reprezentował barwy klubów: Kolejarz Zakopane, SN PTT Zakopane oraz WKS Zakopane. Jego kariera zawodnicza przypadła na lata 1954-1975. W tym okresie zdobył mistrzostwo Polski Juniorów B w 1957 roku w Zakopanem oraz trzykrotnie stawał na podium Mistrzostw Polski w skokach narciarskich: zdobywając złoty medal w drużynie w 1965 roku (zawody w Zakopanem) oraz indywidualnie: brązowy medal w 1966 roku na skoczni normalnej (zawody w Wiśle) oraz srebrny medal w 1970 roku na dużej skoczni (również w Wiśle). Startując w zawodach międzynarodowych nie odniósł większych sukcesów. Reprezentował Polskę na 16. Turnieju Czterech Skoczni (1967/1968), zajmując w nim 59. miejsce (najlepszy występ w Innsbrucku – 35. lokata).
Po zakończeniu kariery zawodniczej pracował jako trener w klubie WKS Zakopane, trenując skoczków narciarskich oraz kombinatorów norweskich. W latach 1999–2001 był trenerem kadry narodowej w kombinacji norweskiej.